# История Брисбена
История Брисбена началась в 1799 году, когда Мэтью Флиндерс исследовал залив Моретон во время экспедиции из Порт-Джэксона, хотя этот регион уже давно был занят племенами аборигенов Югара и Турбала. Изначально город задумывался как колония для британских каторжников, присланных из Сиднея. Однако его пригодность для рыболовства, земледелия, лесозаготовок и других занятий привела к тому, что в 1838 году он был открыт для свободного заселения. В 1859 году город стал муниципалитетом, а в 1924 году - объединенным столичным районом. Брисбен пережил крупные наводнения в 1893, 1974 и 2011 годах. Во время Второй мировой войны в Брисбене было расквартировано значительное количество американских войск. Город принимал Игры Содружества 1982 года, Всемирную выставку ЭКСПО-88 и саммит G20 в 2014 году.

## Этимология
Брисбен назван в честь сэра Томаса Брисбена (1773-1860), британского солдата и колониального администратора, родившегося в Айршире, Шотландия. Сэр Томас Брисбен был губернатором Нового Южного Уэльса в то время, когда Брисбен получил свое имя.

## Доколониальный период
До европейской колонизации регион Брисбена был занят племенами аборигенов, в частности, кланами народов Югара, Туррбал и Куандамука. Самое древнее археологическое место в районе Брисбена находится в Уоллен-Уоллен-Крик на острове Северный Страдброк (21 430±400 лет до н.э.), однако, скорее всего, поселение возникло задолго до этой даты.
Земля, река и ее притоки были источником и поддержкой жизни во всех ее проявлениях. В реке в изобилии водилась рыба, моллюски, крабы и креветки. Хорошие места для рыбалки становились лагерями и центром групповой деятельности. Район определяли открытые лесные массивы с тропическими лесами в некоторых изгибах реки Брисбен.
Богатый ресурсами район и естественный путь для сезонных перемещений. Брисбен был перевалочным пунктом для групп, направлявшихся на церемонии и зрелища. В регионе было несколько крупных (200-600 человек) сезонных лагерей, самые большие и важные из которых располагались вдоль водных путей к северу и югу от нынешнего центра города: Барамбин или лагерь "Йоркская лощина" (современный парк Виктория) и Вуллун-капем (Вуллунгабба/Южный Брисбен), также известный как Курилпа.

## Европейская колонизация
Впервые этот регион был исследован европейцами в 1799 году, когда Мэтью Флиндерс исследовал залив Моретон во время своей экспедиции из Порт-Джэксона на север в Херви-Бей. Он высадился на месте, где сейчас находится Вуди-Пойнт в Редклиффе, а также причалил к острову Кучиемудло и проливу Пумикстоун. За пятнадцать дней, проведенных в заливе Моретон, Флиндерс не смог найти реку Брисбен.
Постоянное поселение в этом регионе было основано только в 1823 году, когда губернатор Нового Южного Уэльса Томаса Брисбена получил прошение от свободных поселенцев в Сиднее отправить своих худших каторжников в другое место, выбранный район стал городом Брисбен.
23 октября 1823 года генеральный геодезист Джон Оксли отправился с командой на корабле "Мермаид" из Сиднея, чтобы обследовать Порт Кертис (ныне Гладстон), залив Моретон и Порт Боуэн (к северу от Рокхэмптона, 22,5° ю.ш. 150,75° в.д.), с целью создания там поселения каторжников. Группа достигла Порт-Кертиса 5 ноября 1823 года. Оксли предположил, что это место не подходит для поселения, поскольку его будет трудно содержать.
Когда он приближался к Пойнт Скирмиш у залива Моретон, он заметил нескольких аборигенов, приближавшихся к нему, и особенно одного, который был "гораздо светлее цветом, чем остальные". Белый человек оказался потерпевшим кораблекрушение лесорубом по имени Томас Памфлетт, который вместе с Джоном Финнеганом, Ричардом Парсонсом и Джоном Томпсоном покинул Сидней 21 марта 1823 года, чтобы плыть на юг вдоль побережья и привезти кедр из Иллаварры, но во время сильного шторма был отброшен на север. Не зная, где они находятся, группа попыталась вернуться в Сидней, в итоге потерпев кораблекрушение на острове Моретон 16 апреля. В течение семи месяцев они жили с племенем.
После встречи с ними Оксли отправился примерно на 100 километров вверх по реке, которую он позже назвал Брисбен в честь губернатора. Оксли исследовал реку до того места, где сейчас находится пригород Гудна в городе Ипсвич, примерно в 20 километрах вверх по течению от центрального делового района Брисбена. Несколько мест были названы Оксли и его группой, включая Брейк-Крик (в устье которого они готовили завтрак), Оксли-Крик и Севентин Мил Рок.